# 진 암달

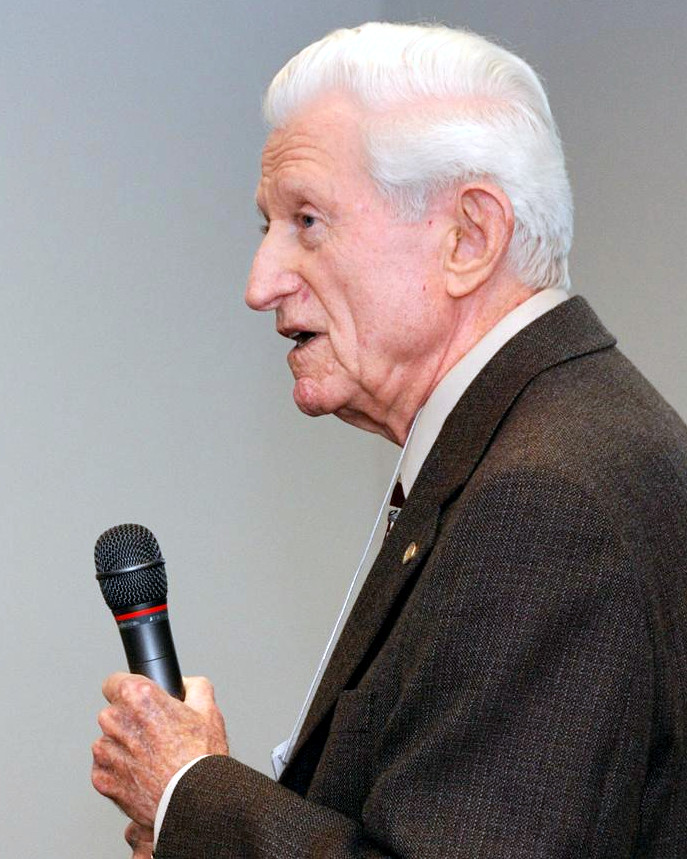

진 암달(Gene Amdahl, 1922년 11월 16일 ~ 2015년 11월 10일)은 미국의 컴퓨터 과학자이자 기업가이다. 사우스다코타 주립대학교에서 공학물리학 학사를, 위스콘신 대학교 매디슨에서 이론물리학 석박사를 취득했다. 1952년 IBM에 입사하여 704 메인프레임, 시스템360 메인프레임 등의 개발을 총괄했으며, 1965년 어드밴스드컴퓨팅시스템랩으로 옮겨 병렬 컴퓨팅에서 컴퓨터 성능 최적화의 한계점을 측정하는 암달의 법칙을 만들었다. 1970년 암달코퍼레이션을 창업했고, 이후 트릴로지 시스템 등 여러 컴퓨터 회사를 창업했다.

## 같이 보기
- 암달의 법칙
- IBM 메인프레임